# Ataraxia
 (octobre 2021).
Ataraxia est un groupe de dark wave néo-classique italien, originaire de Modène, en Émilie-Romagne. Depuis sa création en 1985, le groupe compte une vingtaine d'albums d’où émane un univers personnel et onirique. Issue de la scène du rock gothique et de la cold wave des années 1990, le style musical d'Ataraxia, plus chaude et plus latine que leur pendant d'Outre-Manche Dead Can Dance, aborde aussi bien les rives de la musique médiévale européenne que de la renaissance italienne et la poésie. 
Formé en 1985, évoluant en dehors des grands circuits commerciaux, Ataraxia fait le choix de garder un contrôle artistique sur sa musique et sa destinée. Leurs productions ont été régulièrement remarquées et sont éditées par un réseau de labels indépendants de musiques gothiques : Apollyon d'Allemagne, Symbiose du Portugal, Cold Meat Industry de Suède, Prikosnovénie de France. Une phrase est incluse sur une de leurs vidéos enregistrées en public et caractérise leur démarche : « We return music for what we have received from silence »

## Biographie
Ataraxia est formé en novembre 1985 par Francesca Nicoli (chant) et Michele Urbano (basse). Le groupe recrute un guitariste prénommé Donato, et commence à répéter. C'est Francesca qui choisit le nom du groupe en hommage à l'ataraxie,. En mai 1986, il donne son premier concert lors d'un festival à Modène. Durant les cinq premières années, plusieurs musiciens jouent dans le groupe. Le guitariste Vittorio Vandelli l'intègre en décembre 1986, tandis que Giovanni Pagliari arrive aux claviers en janvier 1990. Ces deux musiciens formeront avec Francesca ce qui sera le noyau dur d'Ataraxia, Michele Urbano quittant la formation vers 1991-1992.
Le groupe publie quatre cassettes auto-produites entre 1991 et 1993. Une VHS d'une performance en public voit également le jour où l'on[Qui ?] note la présence du danseur Lorenzo Busi qui accompagnera Ataraxia sur scène jusqu'en 2003. En 1994, le trio sort enfin son premier album, Simphonia sine nomine, distribué par le label italien Energeia. Depuis, le groupe publie en moyenne un disque par an. En 1995, Ataraxia joue pour la première fois hors d'Italie en se produisant au Black Easter Festival de Waregem en Belgique et à Friedrichshafen en Allemagne. L'année suivante, les italiens sont à l'affiche du Wave-Gotik-Treffen à Leipzig et donnent leur premier concert en France à La Laiterie à Strasbourg.
Entre 2000 et 2003 le multi-instrumentiste Francesco Banchini, alias Gor, joue des percussions avec Ataraxia, sans l'intégrer officiellement, aussi bien sur scène que sur disque (Sueños, Mon seul désir, Des paroles blanches) avant de se concentrer sur sa carrière solo. Depuis 2003, Riccardo Spaggiari est le percussionniste du groupe. Il forme en 2011 son projet solo d'abord nommé Masala, puis rebaptisé [Fragments], basé sur les percussions. En 2004, Vittorio Vandelli s'offre une parenthèse en solitaire en publiant l'album A Day of Warm Rain in Heaven, inspiré du poème de Samuel Taylor Coleridge La Complainte du vieux marin (The Rime of The Ancient Mariner), avec toutefois la participation au chant de Francesca Nicoli.

## Influences
Inspiré par la féerie et le fantastique, les jardins, les lieux où le portent ses pérégrinations, le groupe a développé dans ses opus des thèmes aussi variés que La Dame à la licorne, l'Atlantide, le Baroque ou l'œuvre de Virginia Woolf (Orlando notamment)[réf. nécessaire].
Chaque album aborde une thématique et des paysages musicaux originaux et éclectiques. Les poèmes, textes littéraires (Mallarmé, Rilke, Neruda, Sappho, Pessoa, etc.), les légendes médiévales, grecques et romaines sont le trait d'union entre tous. Ad perpetuam rei memoriam traite de l'univers médiéval par ses textes latins, et la beauté de la nature (en particulier l'océan, thème récurrent chez Ataraxia), Concerto no 6 est un hommage à la musique baroque italienne (chaque morceau porte le nom d'un style musical : romanze, arioso, madrigale, gagliarda, etc.). Lost Atlantis conte la légende de l'ile engloutie de l'Atlantide.  Il fantasma dell'opera tire quant à lui ses racines dans la culture française, relatant la légende du fantôme de l'Opéra, et Historiae dans la culture médiévale avec de fameuses reprises des Carmina Burana.

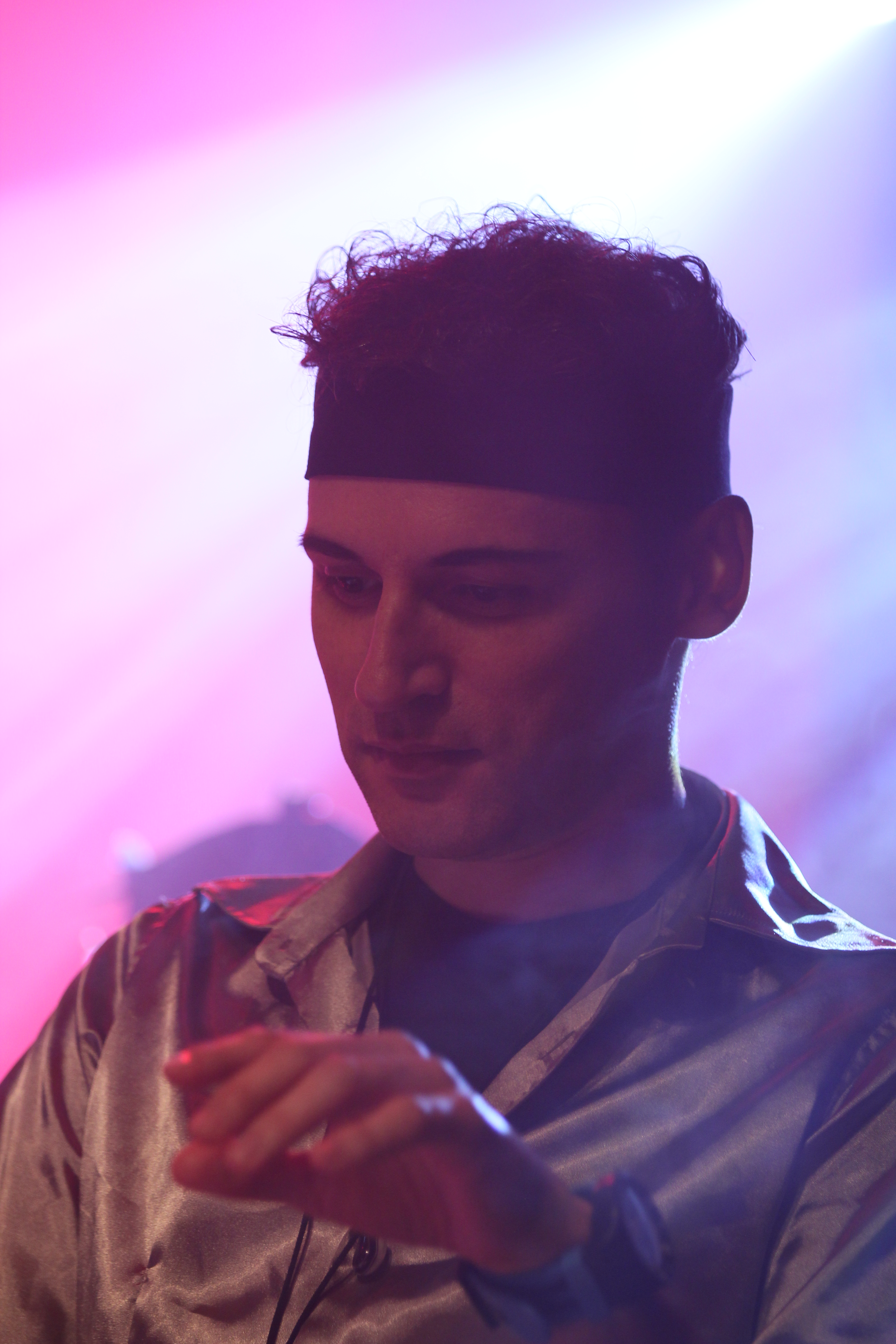
Ataraxia, en concert en 2014.

Kremasta Nera, inspiré par l'ancien culte des divinités chthoniennes de l'île de Samothrace plonge l'auditeur dans une ambiance rituelle, tandis que Llyr s'oriente vers des traditions celtiques et le chamanisme[réf. nécessaire].
Paris Spleen (2006) occupe une place particulière dans la discographie du groupe ; il est même considéré par ses membres comme un projet parallèle à part entière. Lié à un Paris étrange et poétique bien lointain, illustré par une célèbre photographie de l'entrée du cabaret L'Enfer, sis au 53 boulevard de Clichy, le disque se présente comme un Folksy Horror Music Show (tel qu'indiqué sur la pochette) et se place sous l'inspiration de Charles Baudelaire, et plus particulièrement du Spleen de Paris, dont tous les textes sont « librement adaptés ». Il s'inspire de l'ambiance des cabarets illusionnistes de Montmartre et Pigalle (L'Enfer, Les Truands, Cabaret du néant, etc.) du début du siècle dernier, dédiés au fantastique et au surnaturel et fait revivre des entités comme Circuz Kump, Sibélius P, Lunette Namair, ou encore une certaine Madame Bistouri[réf. nécessaire].

## Membres

### Membres actuels
- Francesca Nicoli - chant, paroles
- Vittorio Vandelli - guitare
- Giovanni Pagliari - claviers
- Riccardo Spaggiari - percussions (plus souvent tambour que batterie)

### Entourage
- Lorenzo Busi - performance théâtrale et danse, apparaît exceptionnellement
- Livio Bedeschi - photographie, graphiste attitré du groupe depuis ses débuts
- Nicolas Ramain - webmaster d'Ataraxia.net. Il parle sur un titre de Saphir et un autre de l'album Odos Eis Ouranon dans lequel il joue également de la guitare.
- Francesco Banchini, musicien multi-instrumentiste originaire de la région de Naples.

## Discographie
- 1990  : Prophetia  (K7 démo, 9 titres. Réédition remastérisée en 2 CD avec bonus en 2017)
- 1991  : Nosce te ipsum (Twilight Records (réédition) - K7 démo 7 titres. Réédition remastérisée en CD en 2008)
- 1993  : Arazzi (K7 démo, 6 titres. Réédition remastérisée en CD en 2018)
- 1993 : Sub ignissima luna (K7 démo, 8 titres dont 6 repris des précédentes K7)
- 1994 : Simphonia sine nomine (Energeia/Apollyon puis Twilight Records ; réédité en 1996 puis en 2011)
- 1994 : Ad perpetuam rei memoriam (Apollyon) (compilation de plusieurs titres parus sur les K7, remastérisés)
- 1995  : La Malédiction d'Ondine (Energeia, réédité en 2007)
- 1995 : The Moon Sang on The April Chair - Red Deep Dirges of a November Moon  (Apollyon/Twilight Records) (réédité en 2013 avec un titre bonus)
- 1995 : In Amoris Mortisque  (Apollyon) (split maxi vinyle partagé avec Engelsstaub, édition limitée)
- 1996 : Il fantasma dell'opera  (Avantgarde)
- 1996 : Concerto n° 6 : A Baroque Plaisanterie (Apollyon/Twilight Records) (réédité en 2009 avec un tracklisting légèrement modifié. L'édition de 1996 contient 4 titres enregistrés live)
- 1998 : Orlando (Prikosnovénie/Twilight Records (réédition)) (CD maxi, édition limitée, réédité en 2016)
- 1998 : Historiae (Cold Meat Industry/Ark Records (réédition)) (CD et LP réédité en 2015 avec un titre bonus)
- 1998 : Os cavaleiros do templo   (Symbiose/Dying Art (réédition)) (CD live vendu avec la VHS Live in Portugal (réédité avec DVD en 2009))
- 1999 : Lost Atlantis (Cold Meat Industry/Twilight Records (réédition)) (réédité en 2010)
- 2001 : Sueños (Cold Meat Industry)A Calliope-Ataraxia Collection of Songs From 1990 to 2001
- 2001 : Future Insights (compilation, contient des titres inédits)
- 2002 : Mon seul désir (Cold Meat Industry/Twilight Records (réédition)) (réédité en 2012 avec Des paroles blanches)
- 2003 : Des paroles blanches (Arkadyss/Twilight Records (réédition)) (réédité en 2012 avec Mon seul désir)
- 2004 : Saphir   (Cold Meat Industry/Twilight Records (réédition) (réédité en 2010)
- 2005 : Odos Eis Ouranon (Equilibrium Music ; double CD live acoustique partagé avec le groupe Autunna et sa Rose) (premier CD : Strange Lights - live d'Ataraxia. Second CD : Logos - live d'Autunna et sa Rose)
- 2005 : Arcana Eco (Ark Records, CD + livre illustré sur l'histoire du groupe)
- 2006 : Paris Spleen  (Cold Meat Industry)
- 2007 : Sous le blanc rosier (Shadowplay ; double CD (compilation, contient des inédits))
- 2007 : Kremasta Nera (Ark Records)
- 2008 : Ultima Thule (Eclipsis ; split single vinyle partagé avec Allerseelen, édition limitée)
- 2009 : Oil On Canvas (Ultramail Pro) CD + livre illustré (compilation, contient un morceau inédit et deux titres de l'album solo de Vittorio Vandelli)
- 2009 : Strange Lights (Shadowplay) - CD live (réédition simple de Odos Eis Ouranon)
- 2010 : Llyr (Prikosnovénie)
- 2014 : Spasms (Sous la coupole spleenétique du ciel) (Infinite Fog) (double CD, le second CD contient quatre titres live)
- 2014 : Wind at Mount Elo (Ark Records)
- 2015 : Oil On Canvas Vol.2 (Twilight Records) (compilation avec un inédit)
- 2015 : Ena (Infinite Fog) (l'édition limitée comporte un DVD live)
- 2016 : Deep Blue Firmament (Sleaszy Rider Records)
- 2018 : Synchronicity Embraced (Sleaszy Rider Records)
- 2020 : Quasar (AnnapurnA)[6]
- 2022 : Pomegranate (The Chant of the Elementals) (The Circle Music)
- 2024 : Centaurea (The Circle Music)

### Album solo
- 2004 : Vittorio Vandelli A Day of Warm Rain in Heaven (avec la participation de Francesca Nicoli)

### Collaboration
- 1995 : Monumentum In Absentia Christi (participation au chant de Francesca Nicoli sur plusieurs morceaux, notamment une reprise de Fade to Grey de Visage)

## Vidéographie
- 1991 : Nosce te ipsum (VHS)
- 1995 : Would The Winged Light Climbed ? (VHS)
- 1997 : Concerto n° 6 : A Baroque Plaisanterie (VHS)
- 1998 : Os cavaleiros do templo - Live in portugal - MCMXCVIII (VHS + CD, rééditée en DVD en 2009)
- 2002 : Spirito Ancestrale (VHS)